# 2023-as törökországi és szíriai földrengések
A 2023-as törökországi és szíriai földrengések 2023. február 6-án következtek be, s legnagyobbrészt Törökország déli és központi részén, valamint Szíria északnyugati és északi részén pusztítottak. A földrengések erősségét tekintve kettő kiemelkedik a többi közül. Az első Gaziantep városától 34 kilométerre nyugatra pattant ki, helyi idő szerint 04:17-kor (a koordinált világidő (UTC) szerint 01:17-kor), Törökországban és Szíriában is nagy károkat okozott. Legnagyobb intenzitása a Mercalli-skála szerint XI-es, azaz extrém, erőssége pedig 7,8 volt. Ez a rengés – az 1939-es erzincani földrengéssel együtt − a legerősebb volt, ami Törökországot érintette az újkorban. Ezt a rengést több utórengés is követte, közülük a legerősebb 6,7-es erősségű volt. A második erőteljes földrengés Kahramanmaraş település környékén történt kilenc órával később (helyi idő szerint 13:24-kor), erőssége 7,5-ös volt, intenzitása pedig szintén IX-es jelölésű. Több, mint 59 259-an meghaltak a földrengések során, és legalább 121 704-an megsérültek.

## A földrengések
| Dátum      | Idő (UTC) | M   | MMI  | Mélység           | For.   |
| ---------- | --------- | --- | ---- | ----------------- | ------ |
| február 6. | 01:17     | 7,8 | XI   | 17,9 km (11,1 mi) | [ 6 ]  |
| február 6. | 01:26     | 5,6 | VII  | 17,0 km (10,6 mi) | [ 7 ]  |
| február 6. | 01:28     | 6,7 | VIII | 14,5 km (9,0 mi)  | [ 8 ]  |
| február 6. | 01:36     | 5,6 | VII  | 10,0 km (6,2 mi)  | [ 9 ]  |
| február 6. | 01:58     | 5,1 | N/A  | 10,0 km (6,2 mi)  | [ 10 ] |
| február 6. | 02:01     | 4,8 | N/A  | 10,4 km (6,5 mi)  | [ 11 ] |
| február 6. | 02:03     | 5,5 | VIII | 10,0 km (6,2 mi)  | [ 12 ] |
| február 6. | 02:17     | 4,8 | N/A  | 10,0 km (6,2 mi)  | [ 13 ] |
| február 6. | 02:23     | 5,2 | IV   | 11,4 km (7,1 mi)  | [ 14 ] |
| február 6. | 02:54     | 4,6 | V    | 10,0 km (6,2 mi)  | [ 15 ] |
| február 6. | 03:04     | 4,7 | N/A  | 17,9 km (11,1 mi) | [ 16 ] |
| február 6. | 03:12     | 4,5 | VI   | 12,6 km (7,8 mi)  | [ 17 ] |
| február 6. | 03:28     | 4,4 | N/A  | 16,0 km (9,9 mi)  | [ 18 ] |
| február 6. | 03:45     | 4,8 | VI   | 15,4 km (9,6 mi)  | [ 19 ] |
| február 6. | 04:04     | 4,3 | N/A  | 14,1 km (8,8 mi)  | [ 20 ] |
| február 6. | 04:14     | 4,4 | N/A  | 16,7 km (10,4 mi) | [ 21 ] |
| február 6. | 04:16     | 4,5 | V    | 13,2 km (8,2 mi)  | [ 22 ] |
| február 6. | 04:18     | 5,0 | VI   | 14,5 km (9,0 mi)  | [ 23 ] |
| február 6. | 04:39     | 4,3 | N/A  | 14,9 km (9,3 mi)  | [ 24 ] |
| február 6. | 04:47     | 4,4 | N/A  | 10,0 km (6,2 mi)  | [ 25 ] |
| február 6. | 05:01     | 4,6 | N/A  | 20,2 km (12,6 mi) | [ 26 ] |
| február 6. | 05:36     | 4,6 | N/A  | 10,6 km (6,6 mi)  | [ 27 ] |
| február 6. | 05:55     | 4,5 | N/A  | 16,5 km (10,3 mi) | [ 28 ] |
| február 6. | 06:26     | 5,0 | N/A  | 10,0 km (6,2 mi)  | [ 29 ] |
| február 6. | 06:54     | 4,8 | N/A  | 10,0 km (6,2 mi)  | [ 30 ] |
| február 6. | 07:08     | 4,6 | N/A  | 13,4 km (8,3 mi)  | [ 31 ] |
| február 6. | 08:01     | 4,5 | N/A  | 10,0 km (6,2 mi)  | [ 32 ] |
| február 6. | 08:52     | 4,8 | N/A  | 10,0 km (6,2 mi)  | [ 33 ] |
| február 6. | 09:23     | 4,6 | N/A  | 10,0 km (6,2 mi)  | [ 34 ] |
| február 6. | 09:36     | 4,3 | IV   | 10,0 km (6,2 mi)  | [ 35 ] |
| február 6. | 10:24     | 7,5 | IX   | 10,0 km (6,2 mi)  | [ 36 ] |
| február 6. | 10:35     | 5,8 | VII  | 10,0 km (6,2 mi)  | [ 37 ] |
| február 6. | 10:51     | 5,7 | VII  | 10,0 km (6,2 mi)  | [ 38 ] |
| február 6. | 11:01     | 5,0 | N/A  | 10,0 km (6,2 mi)  | [ 39 ] |
| február 6. | 11:05     | 5,2 | N/A  | 10,0 km (6,2 mi)  | [ 40 ] |
| február 6. | 11:11     | 4,9 | N/A  | 18,0 km (11,2 mi) | [ 41 ] |
| február 6. | 12:02     | 6,0 | VII  | 10,0 km (6,2 mi)  | [ 42 ] |
| február 6. | 12:13     | 4,8 | N/A  | 10,0 km (6,2 mi)  | [ 43 ] |
| február 6. | 12:34     | 4,9 | N/A  | 13,0 km (8,1 mi)  | [ 44 ] |
| február 6. | 12:36     | 4,7 | N/A  | 10,0 km (6,2 mi)  | [ 45 ] |
| február 6. | 13:00     | 4,5 | N/A  | 10,0 km (6,2 mi)  | [ 46 ] |
| február 6. | 13:07     | 5,0 | N/A  | 17,1 km (10,6 mi) | [ 47 ] |
| február 6. | 13:17     | 4,5 | VII  | 10,0 km (6,2 mi)  | [ 48 ] |
| február 6. | 13:39     | 5,1 | N/A  | 10,0 km (6,2 mi)  | [ 49 ] |
| február 6. | 13:44     | 5,0 | N/A  | 10,0 km (6,2 mi)  | [ 50 ] |
| február 6. | 15:14     | 5,3 | N/A  | 10,0 km (6,2 mi)  | [ 51 ] |
| február 6. | 15:33     | 5,2 | N/A  | 8,8 km (5,5 mi)   | [ 52 ] |

## Károk

### Törökország
Több ezer épület omlott össze, főleg Adıyamanban és Diyarbakırban, az utóbbi településen egy bevásárlóközpont is leomlott. Osmaniye kormányzója kijelentette, hogy a tartományban legalább 34 épületben nagy kár keletkezett.
Malatya városában is összeomlott 130 épület, amik között volt egy mecset a 13. századból. A Gaziantep-kastélyt komoly károk érték, a régióban több tűzesetet is jelentettek.
Adanában összeomlott két lakóépület, az egyik 17 emeletes volt, legalább tizen meghaltak.
Hatay tartományban a földrengés kárt okozott a Hatay repülőtér egyik kifutójában. Két kórház is összeomlott.

### Szíria
Az ország északnyugati részében a földrengés következtében több épület is összeomlott és sok ember megsérült. Épületekben károk keletkeztek Aleppó, Latakia és Hamá városokban. Több ezren meghaltak. Az aleppói citadellát is érintette a katasztrófa.

## Humanitárius segítségnyújtás
Számos ország vezetője nyilvánított részvétet és ígért segítséget Törökországnak és Szíriának. Február 9-ig, azaz a nagy erejű földrengéseket követő harmadik napra, 95 ország és 16 nemzetközi szervezet nyújtott segítséget Törökországnak, s ahol addigra összesen 56 országból 6479 fő vett részt a mentésben. A Szíriának nyújtott segítség azonban ennél jóval kisebb mértékű, ami az ottani politikai helyzettel kapcsolatos.
Február 11-én a szomszédos Örményország is segélyszállítmányt (élelmet, vizet és gyógyszereket) küldött Törökországnak: az ezt szállító teherautók áthaladásához az 1988 óta zárva tartott margara–alicani határátkelőhelyet nyitották meg. 1988-ban a Vörös Félhold törökországi szervezete küldött segélyt az akkor földrengés sújtotta örményországi területekre. A két ország között az 1990-es évek óta nincs sem diplomáciai, sem kereskedelmi kapcsolat.
Több magyar mentőcsapat is dolgozott Törökországban a földrengés által érintett térségben:
- az Országos Katasztrófavédelmi Főigazgatóság Hunor mentőcsapata (44 hivatásos tűzoltó, az Országos Mentőszolgálat 6 embere, és 2 keresőkutya), akikhez csatlakozott a Terrorelhárítási Központ 16 fős speciális egysége, a Magyar Honvédség 5 katonaorvosa, illetve a Budapesti Műszaki Egyetem 4 statikus szakértője;
- a Baptista Szeretetszolgálat Huba Rescue 24 mentőcsapata;
- a Pest Megyei Kutató-Mentő Szolgálat;
- az Életjel Mentőcsoport;
- a Magyar Református Szeretetszolgálat mentőkutyás, önkéntes kutató-mentő csoportja;
- a Budapest Önkéntes Mentőszervezet és a Katolikus Karitász közös mentőcsapata;
- a Hajdú Speciális Kutató-Mentő Egyesület;
- a Spider Mentőcsoport (Lehoczki Lászlóval);
- a Főnix Speciális Mentők csapata.

A magyar mentőcsapatok tagjainak összlétszáma 167 fő volt, akiket 29 mentőkutya segített (más forrás 22 kutyát említ); összesen 35 túlélőt mentettek ki a romok alól, közülük legalább 5 gyermek volt.
A magyar kormány 50 millió forinttal támogatta a Magyar Máltai Szeretetszolgálatot, amely mobil klinikákat állított fel a földrengés sújtotta területeken Szíriában.